# Dennis Rodman
Dennis Keith Rodman (Trenton, 13 de maio de 1961) é um ex-basquetebolista norte-americano que atuava como pivô.
É reconhecido como um dos maiores jogadores da história da National Basketball Association (NBA), na qual se destacou por sua tenacidade na defesa e no rebote. Sua biografia oficial no site da NBA lhe descreve como "o melhor pivô reboteiro da história da NBA". Apelidado de "The Worm" ("O Verme"), ganhou cinco vezes o título da NBA, duas vezes o prêmio de Melhor Jogador de Defesa da Temporada, foi eleito oito vezes para o Melhor Time de Defesa da NBA e liderou a liga em rebotes por sete temporadas consecutivas, um recorde.
Foi induzido ao Basketball Hall of Fame em 2011, mesmo ano no qual o Detroit Pistons aposentou a camisa nº 10 em sua homenagem. Em 2021, foi escolhido dos 75 maiores jogadores da história da NBA.
Disputou basquete universitário universitário pela North Central Texas College e ingressou na NBA em 1986, ao ser escolhido pelo Detroit Pistons com a 26ª escolha da segunda rodada. Jogou pelo Pistons até 1993, onde venceu os títulos de 1989 e 1990 e eleito Melhor Jogador de Defesa em 1990 e 1991. Passou pelo San Antonio Spurs (1993-1995) e foi para o Chicago Bulls em 1995, onde, ao lado de Michael Jordan e Scottie Pippen, foi tricampeão em 1996, 1997 e 1998. Passou por Los Angeles Lakers (1999) e Dallas Mavericks (2000), seu último time na NBA.
Também ficou conhecido por seu estilo extravagante e sua personalidade controversa. Era conhecido por tingir o cabelo de várias cores, usar piercings e tatuagens e frequentemente interrompia partidas em razão de se envolver em confusões com árbitros e jogadores adversários. Esteve envolvido em relacionamentos midiáticos com a cantora Madonna e a atriz Carmen Electra e também já atraiu atenção em razão de sua amizade com o líder norte-coreano Kim Jong Un. Além de sua carreira da NBA, Rodman também disputou basquete na Itália, Finlândia e Inglaterra, participou de eventos de luta profissional e de reality shows.

## Biografia
Rodman nasceu em Trenton, em Nova Jersey, e cresceu em Dallas, no Texas. Jogou basquete e futebol americano na escola, mas se formou em 1979 sem continuar nos esportes. Trabalhou como zelador no Aeroporto Internacional de Dallas-Fort Worth, mas tendo crescido até 2,01 m virou uma força no playground. Um amigo da família o indicou para uma faculdade em Gainesville, onde Rodman jogou por um ano, para depois se mudar para o Southeastern Oklahoma State University, em Durant, Oklahoma.
Rodman ingressou na National Basketball Association (NBA) em 1986 pelo Detroit Pistons. Na primeira temporada chegou às finais da conferência, perdendo para o Boston Celtics mas Rodman fez um bom serviço marcando o líder do time, Larry Bird. Rodman fora bicampeão pelos Pistons, vencendo os Los Angeles Lakers em 1988-89 e o Portland Trail Blazers em 1989-90.
No time seguinte, o San Antonio Spurs, Rodman alcançou as finais da conferência em 1994-5 (perdendo para o Houston Rockets), mas permaneceu por apenas 2 anos no time pelo comportamento controverso, com um breve caso com Madonna e discussões dentro de quadra.
Os Spurs trocaram Rodman por Will Perdue do Chicago Bulls. Com Michael Jordan de volta à equipe e Rodman se tornando líder de rebotes, os Bulls venceram os três campeonatos seguidos, em 1995-6 (com um recorde de 72 vitórias na temporada regular, que foi superado pelo Golden State Warriors com 73 vitórias na temporada 2015-16), 1996-7, e 1997-8.
Após sair do Bulls, Rodman jogou 23 jogos pelos Lakers em 1999, e 12 jogos pelo Dallas Mavericks em 2000. Ficou por 3 anos longe das quadras, e então jogou por três anos na American Basketball League, uma liga alternativa de basquete, vencendo o campeonato de 2003-4 pelo Long Beach Jam. Desde então, Rodman jogou apenas em partidas de exibição na Inglaterra, Finlândia e Filipinas.
Tornou-se figura problemática, tendo ao longo da carreira se envolvido em diversos incidentes, que redundaram em processos judiciais.
Na NBA é o recordista em taxa de rebotes, e um dos maiores reboteadores de todos os tempos.
Rodman é uma figura bastante popular no cinema e na televisão, em geral representando a si mesmo. Ele só jogou 23 jogos pelo Lakers e 13 jogos pelo Mavericks.
Em 2012 foi considerado falido e doente. Por esta razão, os processos movidos por pensão alimentar dos filhos estão sendo administrados por advogados sem remuneração.
Em 2013, foi fortemente criticado após a sua última visita a República Democrática Popular da Coreia, por ter se tornado amigo do líder Kim Jong-un. Afirmou em entrevista à cadeia televisiva CNN, que Kenneth Bae, cidadão norte-americano de origem sul-coreana detido na República Democrática Popular da Coreia desde 2012, merecia a sentença de 15 anos de prisão a que foi condenado em 2013.
Em janeiro de 2014 foi internado numa clínica de reabilitação devido ao consumo de álcool.

## Equipes na Carreira
Ano/equipe/jogos
- 1986-1993 Detroit Pistons 549
- 1993-1995 San Antonio Spurs 128
- 1995-1998 Chicago Bulls 199
- 1999 Los Angeles Lakers 23
- 2000 Dallas Mavericks 12
- 2003-2004 Long Beach Jam
- 2004-2005 Maywood Buzz
- 2005 Tijuana Dragons
- 2005 Torpan Pojat 1
- 2005 Brighton Bears 2

## Prêmios
- 5 vezes campeão da NBA (1989 e 1990 pelo Pistons, 1996, 1997 e 1998 pelo Bulls)
- 2 aparições no All Star Game (1990 e 1992)
- 2 vezes eleito Melhor Jogador Defensivo da NBA (1990 e 1991)
- Memorial Naismith Hall da Fama do Basquete Classe de 2011
- 8 aparições no NBA All-Defensive Team (1989–1996)